# Open Happiness
«Open Happiness» — пісня, видана як реклама продукції Кока-кола. Робота над відеокліпом до пісні почалася 2008 року, і завершилася 16 липня 2009 року. В тому ж році вона вперше потрапила до реклами Кока-кола. У записі синглу брали участь 5 музикантів: Сі-Ло Грін з дуету «Gnarls Barkley», Патрік Стамп з гурту «Fall Out Boy», вокаліст «Panic at the Disco» Брендон Урі, Тревіс Маккой з колективу «Gym Class Heroes» та співачка Джанелль Моне. Офіційно на MTV відео дебютувало у липні 2009 року. Відео було відзнято на зеленому фоні з ефектом хромакей. До пісні було зроблено багато кавер-версій різними мовами (у тому числі й українською) та виконано у різних музичних жанрах.